# Robert Bauer
Robert Bauer (ur. 9 kwietnia 1995 w Pforzheim) – niemiecki piłkarz grający na pozycji obrońcy w Al-Tai FC.

## Życiorys
Jest wychowankiem Karlsruher SC, w czasach juniorskich trenował także w FSV Buckenberg. W latach 2014–2016 był piłkarzem FC Ingolstadt 04. 15 sierpnia 2015 zadebiutował w jego barwach w Bundeslidze – miało to miejsce w wygranym 1:0 meczu z 1. FSV Mainz 05. 23 sierpnia 2016 odszedł za 2,5 miliona euro do Werderu Brema. 5 lipca 2018 został wypożyczony na rok do 1. FC Nürnberg. 20 sierpnia 2019 odszedł na zasadzie wolnego transferu do rosyjskiego Arsienału Tuła.
W 2016 roku został powołany do kadry do lat 23 na Igrzyska Olimpijskie w Rio de Janeiro. Wraz z nią świętował zdobycie srebrnego medalu olimpijskiego po porażce w finale z Brazylią.